# 18 شوال
- السبت
- الأحد
- الاثنين
- الثلاثاء
- الأربعاء
- الخميس
- الجمعة

- 2929 مارس 2025
- 130 مارس 2025
- 231 مارس 2025
- 31 أبريل 2025
- 42 أبريل 2025
- 53 أبريل 2025
- 64 أبريل 2025
- 75 أبريل 2025
- 86 أبريل 2025
- 97 أبريل 2025
- 108 أبريل 2025
- 119 أبريل 2025
- 1210 أبريل 2025
- 1311 أبريل 2025
- 1412 أبريل 2025
- 1513 أبريل 2025
- 1614 أبريل 2025
- 1715 أبريل 2025
- 1816 أبريل 2025
- 1917 أبريل 2025
- 2018 أبريل 2025
- 2119 أبريل 2025
- 2220 أبريل 2025
- 2321 أبريل 2025
- 2422 أبريل 2025
- 2523 أبريل 2025
- 2624 أبريل 2025
- 2725 أبريل 2025
- 2826 أبريل 2025
- 2927 أبريل 2025
- 3028 أبريل 2025
- 129 أبريل 2025
- 230 أبريل 2025
- 31 مايو 2025
- 42 مايو 2025

18 شوَّال أو 18 شوَّال المُکَرَّم أو 18 شوَّال المكرَّمة أو يوم 18 \ 10 (اليوم الثامن عشر من الشهر العاشر) هو اليوم الرابع والثمانون بعد المائتين (284) من أيَّام السنة (أو الخامس والثمانون بعد المائتين لو كان شهر شعبان مُتممًا لليوم الثلاثين أو السادس والثمانون بعد المائتين لو أتم كلًا من صفر وربيع الآخر وجمادى الآخرة وشعبان ثلاثين يومًا) وفق التقويم الهجري القمري (العربي). يبقى بعده 70 أو 71 يومًا لانتهاء السنة.

## أحداث
- 1270 هـ - اغتيال والي مصر عباس حلمي الأول في قصره في بنها.
- 1347 هـ - وقوع معركة السبلة ضمن حملة توحيد السعودية.
- 1364 هـ - اجتماع الوفود العربية بمبنى إدارة جامعة الإسكندرية، وإصدارها الوثيقة الأولى لإنشاء جامعة الدول العربية التي عُرفت باسم بروتوكول الإسكندرية.
- 1373 هـ - رئيس الوزراء الفرنسي بيار منداس فرانس يعلن في تونس أن الحكومة الفرنسية تعترف بالاستقلال الداخلي للدولة التونسية.
- 1384 هـ - ثلاث من الشبان السود يطلقون النار على الداعية مالك الشباز (مالكوم أكس) أثناء إلقائه لمحاضرة في جامعة نيويورك ويقتلونه على الفور بعد أن بلغ الأربعين من عمره، وكانت عملية اغتياله نقطة تحول فاصلة في سير حركة أمة الإسلام المتطرفة، حيث تركها الكثير من أتباعها والتحقوا بجماعة أهل السنة.
- 1391 هـ -
  - الإمارات العربية المتحدة تنضم إلى جامعة الدول العربية.
  - باكستان تقطع علاقاتها الدبلوماسية مع الهند بسبب اعترافها باستقلال بنغلاديش.
- 1409 هـ - بدء أعمال مؤتمر القمة العربية السابع عشر في الدار البيضاء والذي حضرته مصر لأول مرة بعد المقاطعة العربية.
- 1411 هـ - أمين عام الأمم المتحدة خافيير بيريز دي كويلار ينشأ لجنة لتخطيط الحدود بين الكويت والعراق وذلك تنفيذًا لقرار مجلس الأمن رقم 687.
- 1426 هـ -
  - افتتاح «مؤتمر الوفاق العراقي» في مقر جامعة الدول العربية بالقاهرة بحضور الرئيس العراقي جلال طالباني ورئيس الوزراء إبراهيم الجعفري ومندوبين عن كافة الأطياف السياسية ومختلف التيارات الدينية والعرقية وبعض الشخصيات في العراق.
  - جنود من قوات مشاة البحرية الأمريكية يرتكبون مجزرة في مدينة حديثة العراقية.
- 1437 هـ - وقوع تفجير بمدينة كابُل العاصمة الأفغانية أدى إلى قتل 80 شخصًا وجرح 260 من عرقية الهزارة الشيعية وقد تبنى تنظيم داعش العملية.

## مواليد
- 1347 هـ - محمد بن صالح العثيمين، رجل دين سعودي.
- 1348 هـ - هالة شوكت، ممثلة سورية.
- 1354 هـ - إميل لحود، رئيس الجمهورية اللبنانية.
- 1357 هـ - فاروق الشرع، نائب الرئيس السوري.
- 1360 هـ - قابوس بن سعيد، سلطان عمان.
- 1361 هـ - ليث شبيلات، سياسي أردني.
- 1388 هـ - ماهر المعيقلي، قارئ سعودي وإمام المسجد الحرام
- 1391 هـ - أمينة، مغنية وممثلة مصرية.
- 1401 هـ - ليليا الأطرش، ممثلة سورية.
- 1404 هـ - بدر الميمني لاعب كرة قدم عُماني.

## وفيات
- 861 هـ - علاء الدين الشيرازي، عالم مسلم وصوفي عراقي.
- 1270 هـ - عباس حلمي الأول، والي مصر وثالث حكامها العلويين.
- 1384 هـ ـ مالكوم إكس، داعية إسلامي ومصلح اجتماعي أمريكي أفريقي.
- 1423 هـ - سناء جميل، ممثلة مصرية.
- 1424 هـ -
  - فدوى طوقان، شاعرة وأديبة فلسطينية.
  - حيدر علييف، رئيس أذربيجان السابق.
- 1431 هـ -
  - أحمد ماهر، وزير خارجية مصري.
  - عبد الصبور شاهين، مفكر إسلامي مصري.

## وصلات خارجية
- صحيفة اليوم: حدث في مثل هذا اليوم.
- موقع قصة الإسلام: حدث في شهر شوَّال.